# Paars
Paars är en kommun i departementet Aisne i regionen Hauts-de-France i norra Frankrike. Kommunen ligger  i kantonen Braine som ligger i arrondissementet Soissons. År 2022 hade Paars 314 invånare.

## Befolkningsutveckling
Antalet invånare i kommunen Paars
Referens: INSEE